# Motte Aldeberg
Die Motte Aldeberg, auch Alde Berg genannt, ist eine hochmittelalterliche Burganlage und archäologisches Denkmal im Helpensteiner Bachtal zwischen den Wegberger Ortsteilen Arsbeck und Dalheim-Rödgen im Kreis Heinsberg in Nordrhein-Westfalen. Es handelt sich um eine bedeutende Anlage des Burgentyps Motte (Turmhügelburg) mit vorgelagertem Vor- und Wirtschaftshof (zweiteilige Abschnittsmotte) zwischen Maas und Rhein.
Die Burg war ritterlicher Lehenssitz. Entgegen überlieferten, nie belegten Ansichten – die alle auf den Heimatforscher und Ortschronisten Franz Mayer zurückgehen – sprechen alle Befunde für die Anlage der Burg im ausgehenden 12. Jahrhundert. Der Erbauer der Motte, ein Dienstmann und Ritter „miles de orsbeke“, Lehnsmann und – nach Sicht der urkundlichen Zeugnisse möglicher Koalitionär der Streitpartei des Kölner Erzbischofs in der berühmt gewordenen Ritterschlacht von Worringen, nutzte eine ins Feuchtgebiet ragende Landzunge und „modellierte“ daraus den noch heute eindrucksvollen Turmhügel mit 50 × 50 m messender Vorburg und den umgebenden Wällen und Trockengräben (stets über Flutungsniveau).

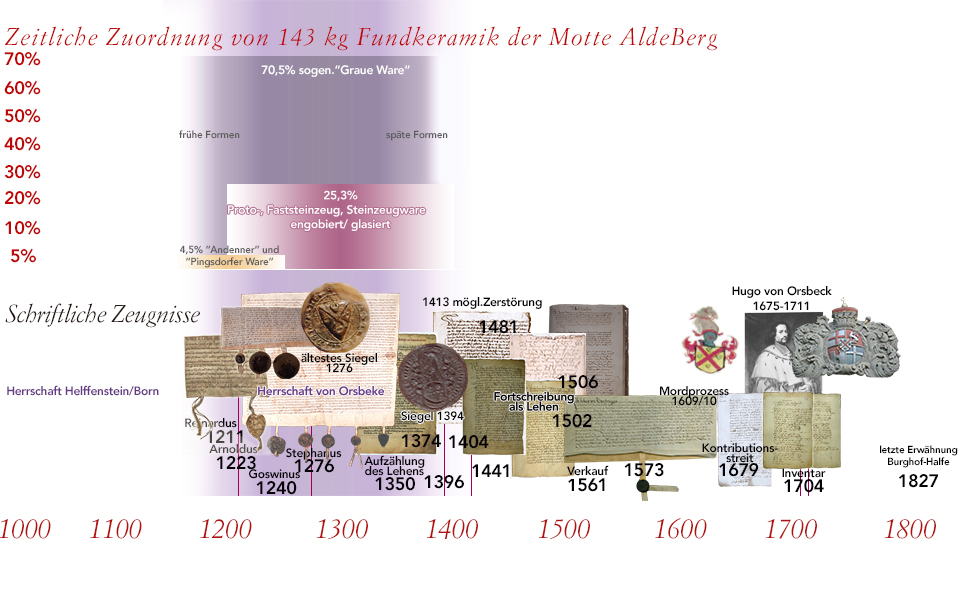
Zeit„schiene“ mit belegbaren Befunden zur Motte AldeBerg

Unmittelbar nach der für die erwähnte Koalition verlorenen Schlacht verließ Ritter Stephanus die Burg. Das bedeutende Rittergut, dem besondere Rechte oblagen (untere Gerichtsbarkeit für „orsbek“ und „in gen raytgen“ – d. h. die Dörfer Arsbeck und Rödgen – Steuerbefreiung, Pferdehaltung im Meinwegwald), wurde bis zu seiner Aufgabe im ausgehenden 14. und frühen 15. Jahrhundert von Halbwinnern oder Halfen verwaltet, die Rechte dauerten fort, was noch im 18. Jahrhundert zu kuriosen Rechtssituationen führte.
Nach ihrer Aufgabe wurden Wildheit und Verlassenheit der „alten Burg“ in den folgenden Jahrhunderten Nährboden für Spukgeschichten.
("Werwolf", Heinzelmännchen) – Bemerkenswert schließlich das Entstehen eines Fürbitte-Kultes (mit Bindezauber-Brauchtum).
Im 19. Jahrhundert wurde daraufhin vom örtlichen Pfarrer der Bau einer Kapelle veranlasst, der in den 1970er-Jahren abgebrochen wurde.
Das Bodendenkmal der Burganlage und das umgebende Naturgebiet (als FFH- und Wildnisgebiet ausgewiesen) mit ebenfalls denkmalgeschützten Resten einer romantisierenden Villenarchitektur (frühes 20. Jahrhundert) bilden heute ein sensibles Ensemble.
Nach archäologischen Sondierungen im Bereich der Gräben 2010 (s.Foto) wurde aus konservatorischen Gründen auf den Aushub des erodierten Materials aus den ursprünglich 2 Meter tieferen Gräben verzichtet.
Im Jahre 2018 wurden die Hänge des Haupthügels mit Faschinen gesichert und Lavaschotter bedeckt. Außerdem wurde durch den Forst NRW eine neue Treppenanlage mit Handläufen gebaut. Eine aufgestellte Informationstafel kündet derweil nur von diesen restauratorischen Maßnahmen.
Durch ehrenamtliche Tätigkeit des Schaubild-Autors zutage gebrachtes Fundmaterial von ca. 140 Kilogramm befindet sich heute zum Großteil beim Amt für Bodendenkmalpflege, einzelne, exemplarische Stücke, ein umfangreicher Bericht, sowie ein Höhenmodell der Anlage wurden dem Historischen Verein der Stadt Wegberg übergeben.

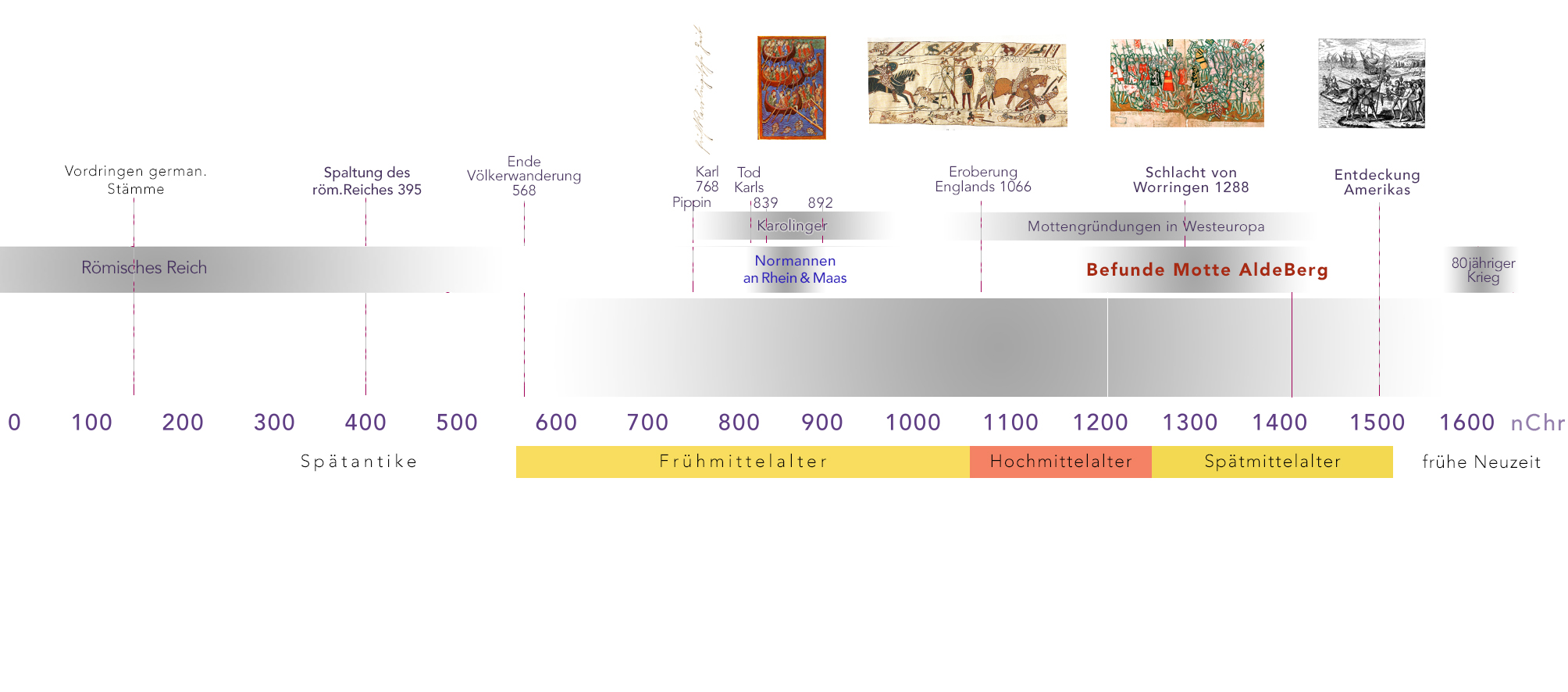
Zeitliche Einordnung der Burganlage
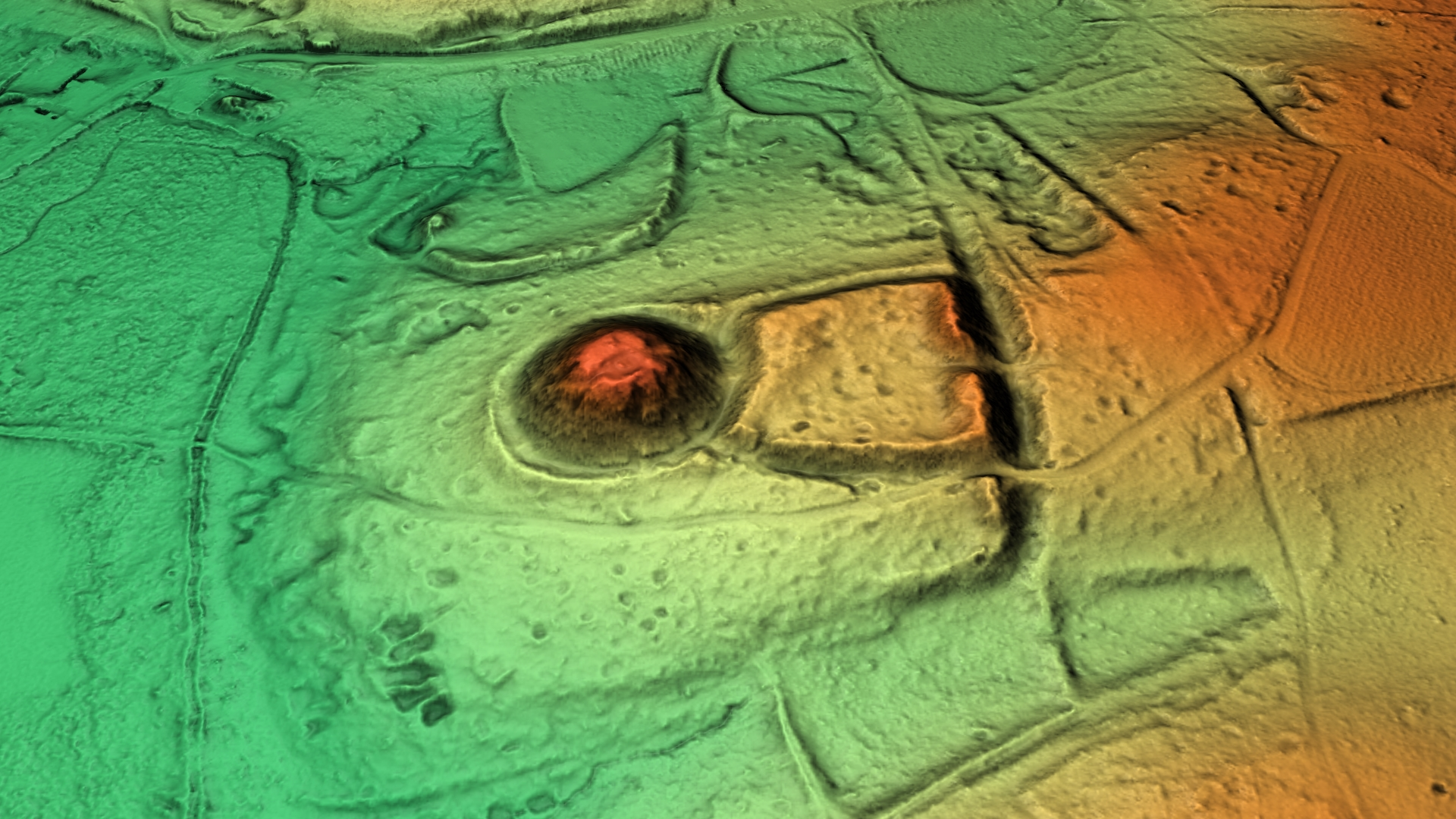
3D-Ansicht des digitalen Geländemodells
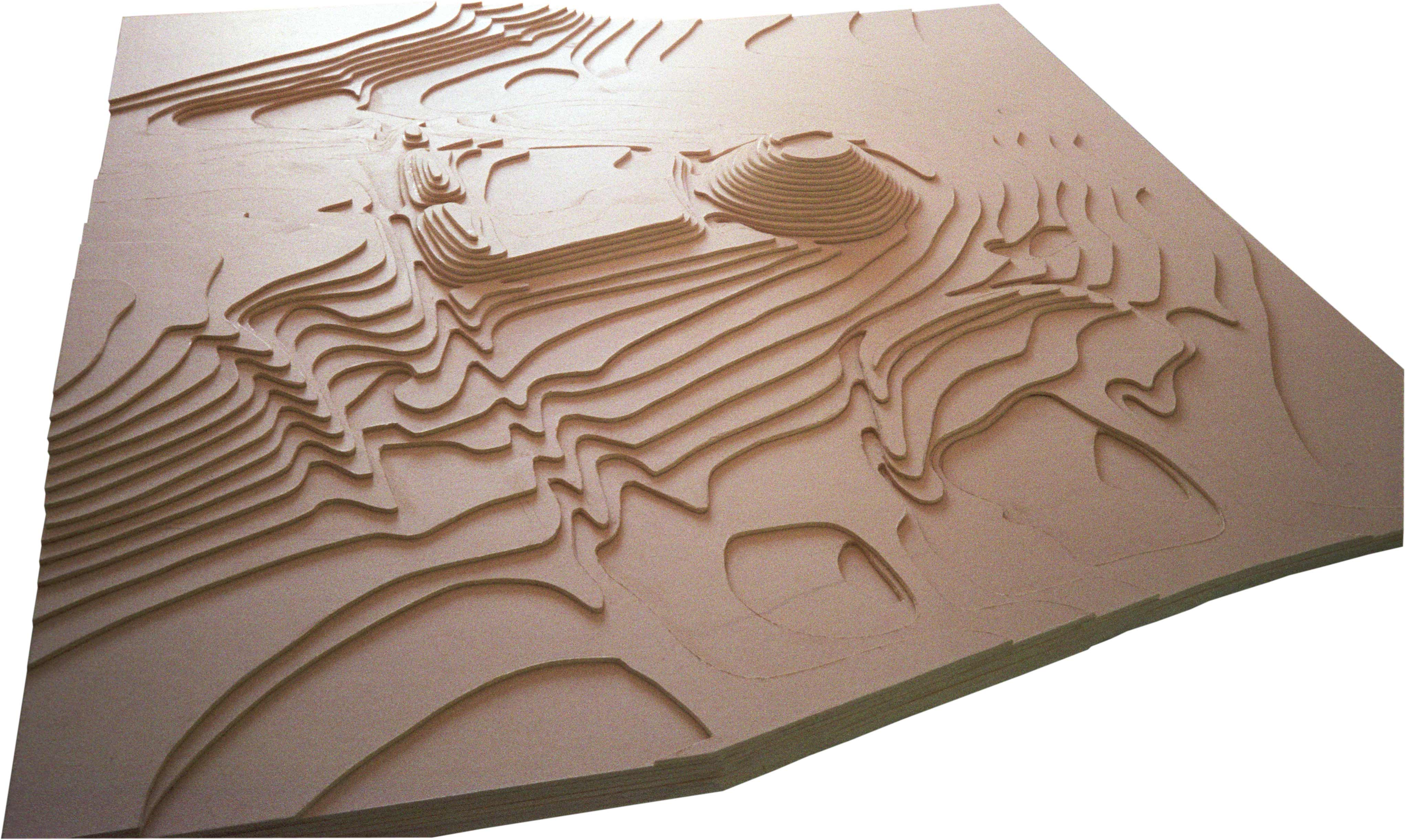
Höhenschichtmodell
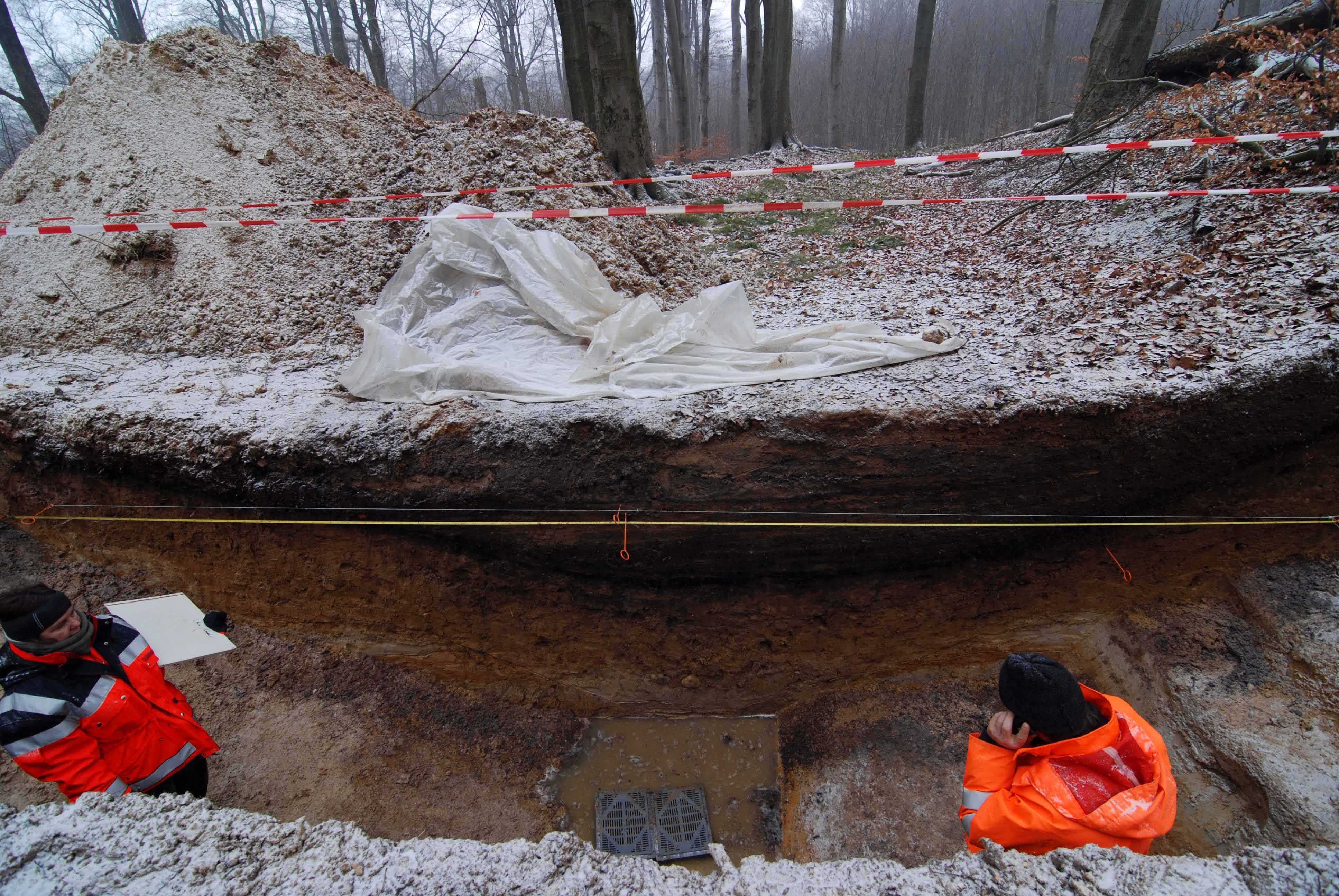
Archäologische Sondierung Winter 2010